# Burulisår
Burulisår (även Bairnsdale-sår, Searls-sår, eller Daintree-sår, en. Buruli ulcer) är en infektionssjukdom orsakad av Mycobacterium ulcerans. Tidigt infektionsförlopp karakteriseras av smärtfria noder eller svullnad i området. Detta kan sedan utvecklas till en ulceration eller ett sår. Ulcerationen kan vara större inåt än vid hudytan och kan vara omgiven av svullnad. Ibland kan skelettet involveras då sjukdomen progredierar. Vanligen drabbas armar eller ben. Feber är ovanligt.
M. ulcerans frisätter ett toxin känt som mykolakton, vilket hämmar immunförsvaret och leder till vävnadsdöd. Bakterier från samma familj orsakar även tuberkulos och lepra (M. Tuberculosis, respektive M. leprae). Det är oklart hur sjukdomen sprids. Vattenkällor tros vara inblandade. År 2013 fanns inget effektivt vaccin mot Buruli.
Vid tidig behandling med antibiotika under åtta veckor uppvisas effekt hos 80% av människor. Detta innefattar ofta antibiotika i form av rifampicin och streptomycin. clarithromycin eller moxifloxacin används ibland istället för streptomycin. Annan behandling kan inbegripa kirurgi för att avlägsna såret eller ulcerationen. Vanligen bildas ett ärr efter att såret läkt.
Sjukdomen uppstår vanligen i landsbygden i subsahariska Afrika, framförallt i Elfenbenskusten, men förekommer även i Asien, västra Stilla havet och i Nord- och Sydamerika. Sjukdomen finns i fler än 32 länder. Ungefär fem till sex tusen fall förekommer per år. Sjukdomen har även påvisats i en rad andra djur utöver människan. Den beskrevs först av Albert Ruskin Cook år 1897.